# Церква святих рівноапостольних князя Володимира і Ольги (Паївка)
Церква святих рівноапостольних князя Володимира і Ольги в Паївці — парафія і храм Гусятинського благочиння Тернопільської єпархії Православної церкви України в селі Паївка Чортківського району Тернопільської области.

## Історія церкви
Опис храмів Гримайлівського деканату 1754 року свідчить, що в селі вже тоді була церква. Відомо, що жителі Паївки двічі купували ділянки під будівництво. На місці сучасного пам'ятника воїнам Другої світової війни колись був освячений хрест.
У 1993 році відбулося урочисте освячення першого каменя для нової церкви. Цю подію провів архієпископ Тернопільський і Бучацький Василій у співслужінні зі священниками з навколишніх сіл. На згадку про це також закопали дубовий хрест.
Будівництво храму розпочалося влітку того ж року і тривало до 1996 року.

## Парохи
- о. Андрій Карпець.